# Ternatus
Ternatus es un género de arañas araneomorfas de la familia Linyphiidae. Se encuentra en China.

## Lista de especies
Según The World Spider Catalog 12.0:
- Ternatus malleatus Sun, Li & Tu, 2012
- Ternatus siculus Sun, Li & Tu, 2012